# 3830 Trelleborg
För andra betydelser, se Trelleborg (olika betydelser).
3830 Trelleborg eller 1986 RL är en asteroid i huvudbältet som upptäcktes den 11 september 1986 av den danska astronomen Poul Jensen vid Brorfelde-observatoriet. Den är uppkallad efter den svenska staden Trelleborg.
Asteroiden har en diameter på ungefär 17 kilometer och den tillhör asteroidgruppen Eos.